# Kapra (Prizren)
Pour l’article homonyme, voir Kapra.
Kapre en albanais et Kapra en serbe latin (en serbe cyrillique : Капра) est une localité du Kosovo située dans la commune/municipalité de Dragash/Dragaš et dans le district de Prizren/Prizren. Selon le recensement de 2011, elle compte 452 habitants, tous albanais.
Selon le découpage administratif de la Serbie, la localité fait partie de la municipalité de Prizren. Le village est également connu sous les noms de Kapre et Kopro.

## Démographie

### Évolution historique de la population dans la localité
| 1948 | 1953 | 1961 | 1971 | 1981 | 1991 | 2011 |
| ---- | ---- | ---- | ---- | ---- | ---- | ---- |
| 214  | 255  | 265  | 354  | 496  | 582  | 452  |

|  |